# موتک
موتک (انگلیسی: Motech) شرکت انرژی خورشیدی تایوانی است، که در سال ۱۹۸۱ تأسیس شد.